# 1982 în jocuri video
Acest articol prezintă evenimente importante legate de jocuri video din anul 1982. Vezi și istoria jocurilor video.

## Evenimente
1982 a fost anul de vârf pentru epoca de aur a jocurilor video arcade, precum și pentru a doua generație de console de jocuri video. Au fost lansate multe jocuri care au generat francize, sau cel puțin sequel-uri, inclusiv Dig Dug, Pole Position, Mr. Do!, Zaxxon, Q*bert, Time Pilot și Pitfall! Jocul video cu cele mai mari încasări ale anului a fost jocul arcade Pac-Man de la Namco, pentru al treilea an consecutiv, în timp ce cel mai bine vândut sistem de acasă al anului a fost Atari 2600 (Atari VCS). Console de jocuri suplimentare s-au adăugat la o piață aglomerată, în special ColecoVision și Atari 5200. Problemele de la Atari la sfârșitul anului au declanșat prăbușirea pieței jocurilor video din 1983. 

### Reviste
În 1982, apar șase numere bilunare ale revistei Computer Gaming World (după primul număr din noiembrie-decembrie 1981).